# ヤクート料理

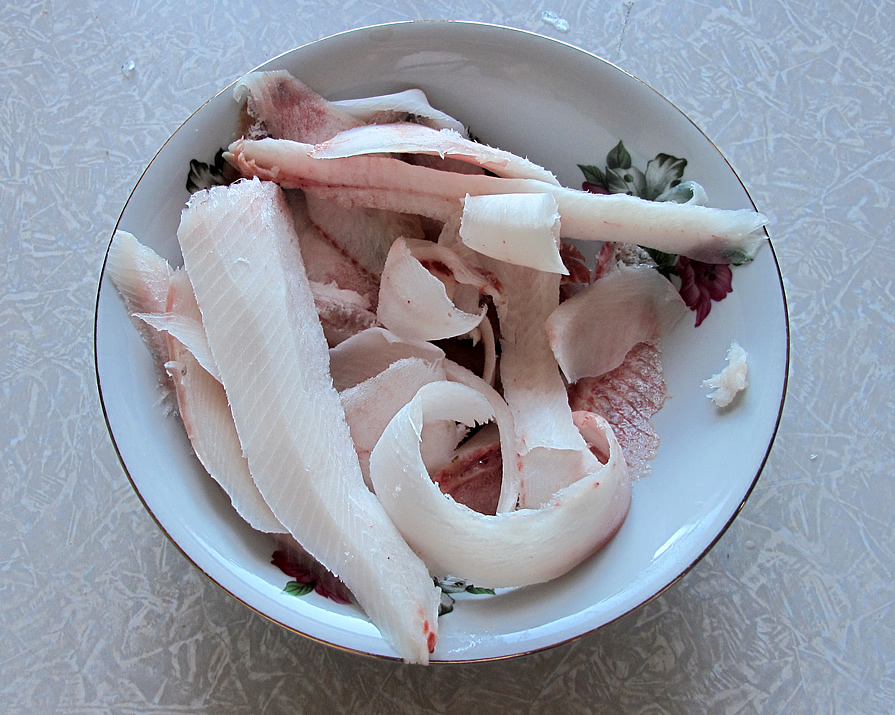
代表的なヤクート料理。冷凍生魚の薄切り、ストロガニナ。

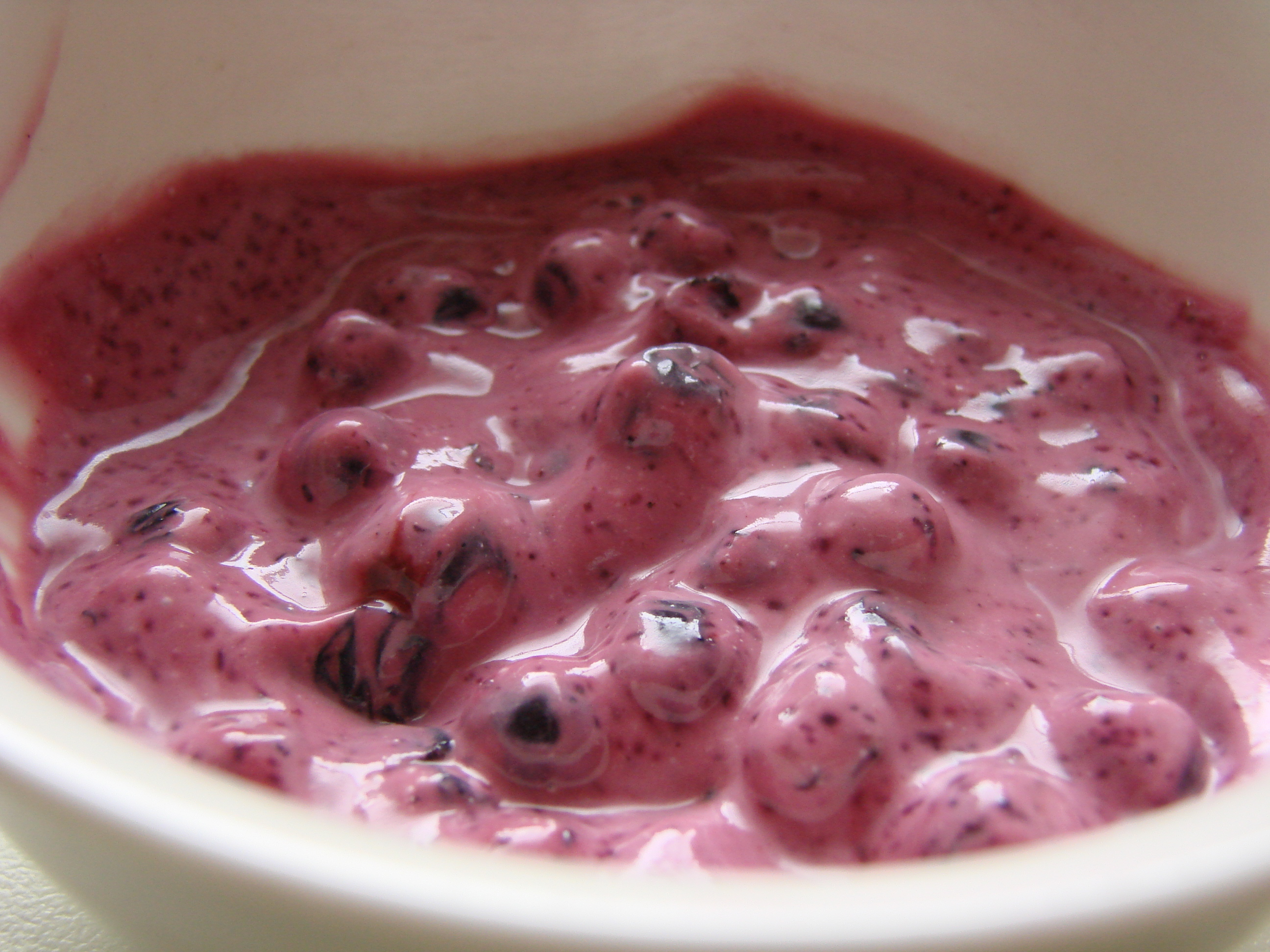
生クリームとベリーを冷やしたキョルチェフ

ヤクート料理（サハ語：Саха аһа、ロシア語: Якутская кухня）は、ロシア連邦サハ共和国の料理。サハ人の食文化にモンゴル、カザフの遊牧民、隣接するブリヤート人の影響に加え、ロシアによる植民地化の影響が見られる料理である。

## 食材
食材の特徴としては、肉類は馬肉、鹿肉、トナカイ肉等が用いられるが、豚肉、鶏肉は伝統的な食材には含まれない。
狩猟によって得られた鳥・獣肉と魚は、一般的な食材として広く普及している。
ベリー類が、ビタミン源として利用されている。
19世紀には乳として、馬乳と牛乳が用いられていた。

## 料理
伝統的な料理としては、馬肉のパイ（ОЙОГОС）、茹でた馬肉、ブラッドソーセージ（хаан）、乳ベースの小麦粉等を使用した粥サラマート（САЛАМАТ）、クミスと呼ばれる馬乳酒、サワークリーム等が存在する。ソラト（СУОРАТまたはСОРАТ）と呼ばれるヨーグルトの一種もまた、この地方で食されている。
現代的な料理として、牛脂のレバー包み焼き（ЧОХОЧУ）、魚卵のパンケーキ（ИСКЭХ АЛААДЬЫ）、揚げ物、煮込み、バーベキュー、パン等が調理される。冷凍された生魚の薄切りであるストロガニナ（ストロガニーナ、строганина、馬肉も同様の形態で消費される）や、代表的なデザートとして知られるベリーと生クリームからなるキョルチェフ（Кюэрчэх）もまたこの部類に属する。
この他、ロシア連邦名誉商業労働者である料理家のイノケンティ・インノケンチエヴィチ・タルバホフ（Иннокентий Иннокентьевич Тарбахов）は、ストロガニナに加え、ステーキ、インディギルカ、若い馬肉をヤクート料理の例として上げている。